# Nuta.TV
Nuta TV (zapis stylizowany Nuta.TV) – polski kanał muzyczny spółki MWE Networks kierowany do młodych odbiorców.

## Historia
Emisja stacji została uruchomiona 1 września 2015 roku. W ofercie kanału Nuta.TV prezentowane są teledyski z gatunku pop i dance. Oprócz najnowszych hitów, widzowie mogą posłuchać największych przebojów ostatniej dekady. Kanał jest nadawany w wersjach SD i HD, a także opcjonalnie z dźwiękiem Dolby Digital. Nuta TV jest dostępna na terytorium Polski bezpłatnie na satelicie oraz za pośrednictwem platform cyfrowych, sieci kablowych, IPTV a także DVB-T na MUX-L4. Nuta.TV nadaje poza Polską w Czechach, Słowacji i na Litwie. 4 lipca 2019 kanał rozpoczął nadawanie na multipleksie lokalnym testowanym w Szczecinie.

## Pasma Nuta.TV

### Obecne
- Śpiewaj z Nuta.tv!
- Poranna nakrętka
- Weekendowa nakrętka
- Hit Nuta
- Best of 2000+ (poprzednie: Top2010+)
- Nuta top 55 party!
- Top 50 polska nuta
- Imprezowa nuta
- Fresh nuta
- K-Nuta
- Hot Nuta

### Dawne
- Top 25
- Godzina z...
- Dobra nuta
- Versus
- Top2010+
- Nuta na dzień dobry
- Nakrętka
- Hot Nuta
- Muzyczna Potyczka
- Miasto hitów
- Polska Nuta
- HIT NUTA PL
- Best New!
- Top 30

## Oglądalność
Wszyscy 4+:
|      | styczeń | luty   | marzec | kwiecień | maj    | czerwiec | lipiec | sierpień | wrzesień | październik | listopad | grudzień | cały rok |
| ---- | ------- | ------ | ------ | -------- | ------ | -------- | ------ | -------- | -------- | ----------- | -------- | -------- | -------- |
| 2020 | 0,019%  |        | 0,032% | 0,028%   |        | 0,040%   |        |          | 0,020%   |             |          |          |          |
| 2019 | 0,010%  | 0,009% | 0,049% | 0,022%   | 0,016% | 0,019%   | 0,015% | 0,016%   | 0,023%   | 0,011%      |          | 0,012%   | 0,018%   |
| 2018 | 0,01%   | 0,01%  | 0,01%  | 0,01%    | 0,01%  | 0,016%   | 0,013% | 0,014%   | 0,013%   | 0,011%      | 0,008%   | 0,014%   | 0,012%   |
| 2017 | 0,01%   | 0,01%  | 0,01%  | 0,00%    | 0,01%  | 0,02%    | 0,02%  | 0,02%    | 0,02%    | 0,02%       | 0,02%    | 0,02%    | 0,01%    |
| 2016 | ?       | ?      | ?      | ?        | ?      | ?        | ?      | ?        | 0,01%    | 0,01%       | 0,01%    | 0,01%    | 0,01%    |